# NGC 3000
NGC 3000 é uma estrela dupla na direção da constelação de Ursa Major. O objeto foi descoberto pelo astrônomo William Parsons em 1851, usando um telescópio refletor com abertura de 72 polegadas. 